# Villeneuve-lès-Maguelone

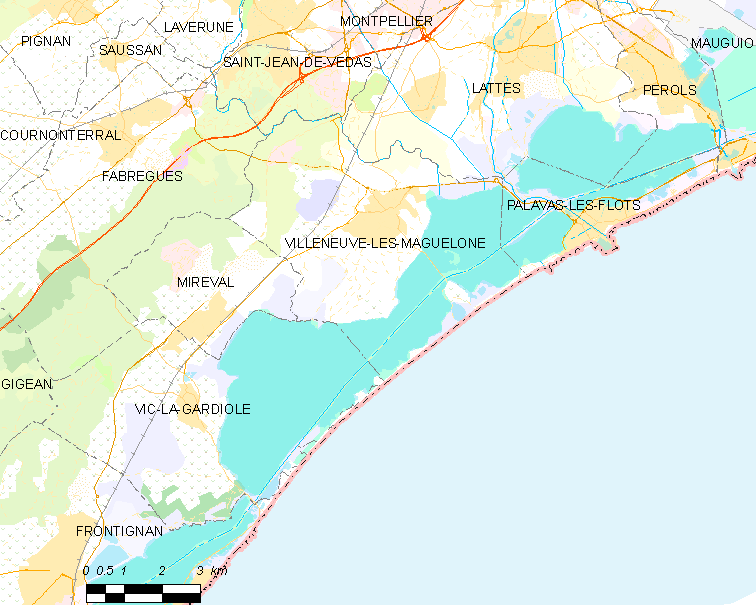
Mapa

 Villeneuve-lès-Maguelone, Vilanòva de Magalona en occitano, es una población y comuna francesa, situada en la región de Occitania, departamento de Hérault, en el distrito de Montpellier y cantón de Pignan.

## Geografía
Está situada a orillas del mar Mediterráneo y rodeada de viñedos.

### Localidades limítrofes
El término municipal de Villeneuve-lès-Maguelone limita con las localidades de Mireval, Palavas, Vic-la-Gardiole, y Montpellier.

## Demografía
| 720 | 783 | 948 | 1 081 | 1 286 | 1 158 | 1 316 | 1 269 | 1 296 | 1 435 | 1 590 | 1 595 | 1 476 | 1 210 | 1 316 | 1 467 | 1 515 | 1 633 | 1 577 | 1 562 | 1 568 | 1 571 | 1 628 | 1 555 | 1 402 | 1 503 | 1 616 | 1 797 | 2 279 | 3 003 | 5 081 | 7 351 | 9 577 |
| Para los censos de 1962 a 1999 la población legal corresponde a la población sin duplicidades (Fuente: INSEE [Consultar]) |     |     |       |       |       |       |       |       |       |       |       |       |       |       |       |       |       |       |       |       |       |       |       |       |       |       |       |       |       |       |       |       |

## Lugares de interés y monumentos
- Antigua catedral Saint-Pierre-et-Saint-Paul de Maguelone.
- Iglesia parroquial Saint-Étienne.
- Reserva natural nacional de l'Estagnol